# Jean von Utfall
Jean von Utfall, född 8 april 1681 i Göteborg, död 11 mars 1749 i Karlskrona, var en svensk sjömilitär. Han var bror till Helena Catharina Utfall och far till Jakob von Utfall.

## Biografi
Jean Utfall var son till bankokommissarien Jakob Utfall och Maria Kuyl. Han gick till sjöss 1696 och blev 1697 arklimästare vid amiralitetet i Karlskrona. Han gick därefter i utländsk sjötjänst, 1698 blev han sekundkanoniär på ett italienskt fartyg och kom senare i tjänst hos storhertigen av Toscana och bevistade 1701 utanför Elba en sjöstrid mot en turkisk eskader. 1702 gick han i engelsk tjänst. Efter hemkomsten tjänstgjorde Utfall 1704–1706 i svenska flottan och befordrades 1706 till löjtnant vid amiralitetet. Efter en tids befrielse från militärtjänst blev han 1709 kapten vid Skaraborgs regemente. 1712 förflyttades han till amiralitetet i Göteborg. I Sjöslaget vid Rügen tjänstgjorde han på amiral Mikael Hencks amiralsskepp Enigheten, och sedan Henck stupat inlade von Utfall så stora förtjänster att han samma år befordrades till kommendör och adlades året därpå. På återväg från Haag, dit han skickats i ett uppdrag till Goertz, togs han 1716 på sjön till fånga av Tordenskjold och återfick friheten först 1719. Natten emellan 31 augusti och 1 september samma år lyckades han med 4 små galärer och några slupar i Tordenskjolds åsyn ta 9 fartyg från danska eskadern och införa dem som priser till Göteborg. 
1722 utnämndes von Utfall till schoutbynacht. 1727 anförtroddes honom att i djupaste hemlighet sluta en traktat med Algeriet, för vilket ändamål han under namnet Claes Seeman i slutet på året avreste över Marseille, och 16 april 1729 slöts Sveriges första freds- och handelsfördrag med nämnda stat. Samma år blev han chef för Göteborgs amiralitet, 1736 viceamiral samt 1742 amiral och amiralitetsråd och chef för volontärregementet. Som befälhavare över stora flottan (16 linjeskepp, 5 fregatter m. m.) höll han i maj 1743 vid Hangö en rysk galäreskader instängd i Finska viken. Då denna eskader tycktes bakom den sedermera anlända ryska stora flottan vilja tränga sig ut i Östersjön, skred Utfall 7 juni till anfall på ryssarnas stora flotta. Men denna drog sig undan, följd av den svenska, och under den dimmiga natten lyckades galäreskadern komma förbi Hangö samt förena sig med de ryska galärerna vid Åland, varefter den svenska kusten låg öppen för ryssarnas härjningar.

### Bilder

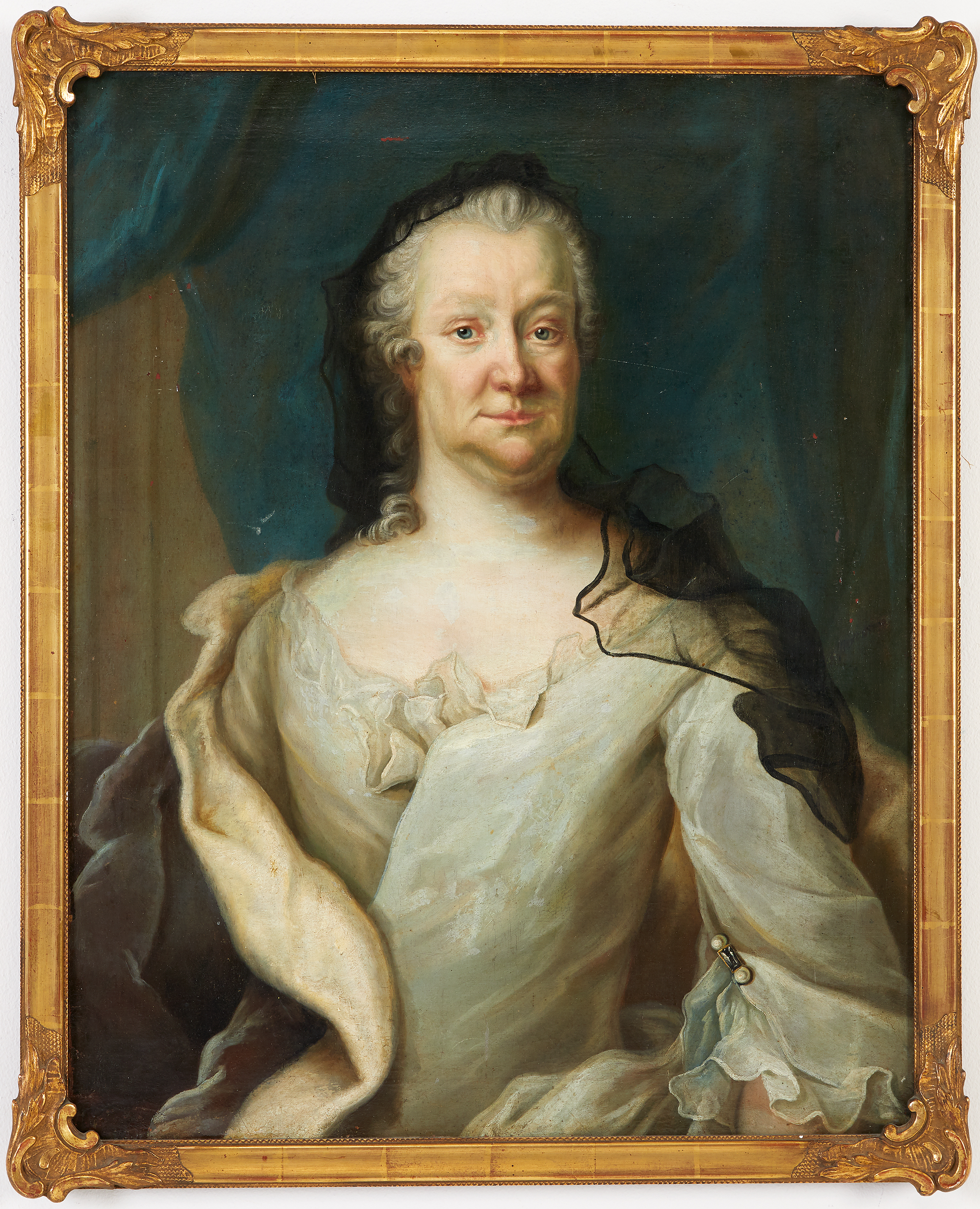
von Utfalls hustru Maria Helena, född Göthenstierna. Porträtt från 1740-talet av Johan Henrik Scheffel.

## Eftermäle
von Utfall har fått ge namn åt den 2,5 kilometer långa von Utfallsgatan i stadsdelen Sävenäs i Göteborg, som i gränsen mot Partille övergår i Industrivägen.